# Thaumatichthys pagidostomus
Thaumatichthys pagidostomus är en fiskart som beskrevs av Smith och Lewis Radcliffe 1912. Thaumatichthys pagidostomus ingår i släktet Thaumatichthys och familjen Thaumatichthyidae. Inga underarter finns listade i Catalogue of Life.